# Scaptodrosophila rufifrons
Scaptodrosophila rufifrons är en tvåvingeart som först beskrevs av Friedrich Hermann Loew 1873.  Scaptodrosophila rufifrons ingår i släktet Scaptodrosophila och familjen daggflugor. Arten är reproducerande i Sverige. Inga underarter finns listade i Catalogue of Life.